# Rugby Europe
Rugby Europe (do 2014 r. pod nazwą FIRA – Europejskie Stowarzyszenie Rugby, FIRA-AER) – międzynarodowa organizacja zarządzająca rugby union w Europie. Powstała w 1999 roku dla promocji, rozwoju, organizacji i zarządzania grą w rugby na terenie Europy pod auspicjami World Rugby.
Poprzedniczką Rugby Europe była FIRA (Fédération Internationale de Rugby Amateur, Międzynarodowa Federacja Rugby Amatorskiego). Ciało to utworzono w 1934 roku, a jego celem było rozwijanie gry w Europie poza ramami International Rugby Football Board (późniejsze IRB). Szybko też FIRA wykroczyła swoimi działaniami poza kontynent europejski. Dopiero pod koniec lat 90. organizacja przeszła pod nadzór IRB, efektem czego było określenie „europejski”, które pojawiło się w nazwie, a także faktyczne ograniczenie swojego zasięgu do Europy.
Zanim jednak doszło do połączenia z IRB, FIRA była największą (gdy chodzi o rugby union) organizacją międzynarodową na świecie, po części ze względu na fakt, iż IRB koncentrowała się na krajach anglojęzycznych: tzw. home nations (Anglii, Irlandii, Szkocji i Walii), uczestnikach Pucharu Trzech Narodów (Australii, Nowej Zelandii i Południowej Afryce) oraz Francji. Co do zasady, FIRA stanowiła odrębną, pozytywną siłę, dzięki której rugby trafiało również do krajów nieanglojęzycznych.

## Historia
Na skutek wykluczenia reprezentacji Francji z rozgrywek o Puchar Pięciu Narodów w 1932 roku, z jej inicjatywy rozpoczęto prace nad stworzeniem niezależnej organizacji. 3 września 1933 roku w Turynie odbyło się wstępne spotkanie, w którym udział wzięli przedstawiciele Francji i Niemiec. 24 marca 1934 roku na spotkaniu założycielskim w Hanowerze stawili się, oprócz wymienionych wcześniej dwóch państw, reprezentanci Belgii, Hiszpanii (a oddzielnie także Katalonii), Holandii, Portugalii, Rumunii, Szwecji (de facto Brytyjskiego Poselstwa Handlowego w Sztokholmie) i Włoch. Organizację oficjalnie zarejestrowano we francuskim dzienniku urzędowym niespełna dwa miesiące później, przy poparciu delegacji czechosłowackiej.
Do wybuchu wojny organizowano doroczne zjazdy, która to tradycja została wznowiona w 1947 roku. W 1951 roku zadecydowano o powołaniu rozgrywek o Puchar Europy, w którym udział brały reprezentacje narodowe. Siedem lat później przyjęto w poczet członków pierwszą federację pozaeuropejską (było to Maroko), a w 1965 roku wystartowała pierwsza edycja Pucharu Narodów Europy. Rozgrywki te w 1973 przemianowano na Puchar FIRA i w takiej formie trwały one do końca XX wieku.
Na przełomie lat 80. i 90. do FIRA przystąpiło kilkadziesiąt związków rugby z całego świata, jak choćby Stany Zjednoczone, Kenia, czy Indie, przez co organizacja uzyskała zasięg ogólnoświatowy.
Najistotniejsze zmiany w strukturze organizacji nastąpiły pod koniec lat 90. W 1997 roku Albert Ferasse przekazał władzę Jeanowi-Claude’owi Baqué, który za cel postawił sobie współpracę z IRB. Wprowadzono nowy system reprezentacji (zmniejszono rolę Francji) oraz nowy sposób głosowań wewnątrz FIRA. Podczas zjazdu w Biarritz w 1999 roku przyjęto nową nazwę: skrótowiec „FIRA” został zaadaptowany jako nazwa własna, zaś jako kolejny człon dodano określenie „Association Européenne de Rugby” (z fr. Europejskie Stowarzyszenie Rugby). W tym samym czasie ograniczono liczbę członków organizacji – z listy dotychczasowych 60 wykreślono 25 pozaeuropejskich krajów. Jednocześnie przyjęto związki angielski, irlandzki, szkocki i walijski. Tym samym ograniczona geograficznie do Europy FIRA-AER stała się regionalną organizacją rugby podlegającą ogólnoświatowej Międzynarodowej Radzie Rugby (IRB).
W 2014 roku zrezygnowano z niefunkcjonalnej dwuczłonowej nazwy, przyjmując w zamian miano „Rugby Europe”.

## Członkowie
Obecnie Rugby Europe liczy 47 członków. Białoruś i Rosja są zawieszone. 39 z nich jest jednocześnie członkami World Rugy (WR), zaś 8 kolejnych (Białoruś, Cypr, Czarnogóra, Islandia, Liechtenstein, San Marino, Słowacja, Turcja) nie jest z WR związanych w żaden sposób. W nawiasach podano rok przystąpienia do Rugby Europe (FIRA, FIRA-AER).
Źródło:.
1. Andora (1987)[10]
2. Anglia (1999)[11]
3. Austria (1990)[12]
4. Belgia (1934)[13]
5. Białoruś (2013)[14] - zawieszona
6. Bośnia i Hercegowina (1992)[15]
7. Bułgaria (1967)[16]
8. Chorwacja (1991)[17]
9. Cypr (2007)[18]
10. Czarnogóra (2014)[19]
11. Czechy (1934, jako Czechosłowacja)[20]
12. Dania (1971)[21]
13. Estonia (2009)[22]
14. Finlandia (1999)[23]
15. Francja (1934)[24]
16. Gruzja (1992)[25]
17. Hiszpania (1934)[26]
18. Holandia (1934)[27][3]
19. Irlandia (1999)[28]
20. Islandia (2011)[29]
21. Izrael (1981)[30]
22. Kosowo(inne języki) (2021)[31]
23. Liechtenstein (2011)[32]
24. Litwa (1991)[33]
25. Luksemburg (1976)[34]
26. Łotwa (1991)[35]
27. Malta (2000)[36]
28. Mołdawia (1992)[37]
29. Monako (1996)[38]
30. Niemcy (1934)[39]
31. Norwegia (1993)[40]
32. Polska (1957)[41]
33. Portugalia (1934)[42]
34. Rosja (1975, jako Związek Radziecki)[7])[43] - zawieszona
35. Rumunia (1934)[44]
36. San Marino (2007)[45]
37. Serbia (1964, jako Jugosławia)[46]
38. Słowacja (2004)[47]
39. Słowenia (1993)[48]
40. Szkocja (1999)[49]
41. Szwajcaria (1974)[50]
42. Szwecja (1958)[51]
43. Turcja (2012)[52]
44. Ukraina (1991)[53]
45. Walia (1996)[54]
46. Węgry (1991)[55]
47. Włochy (1934)[56]

W przeszłości do FIRA należały także:
- Argentyna (1996–1999, członek stowarzyszony od 1987),
- Armenia (2002–2014)[57][58]
- Azerbejdżan (2005)[59]
- Barbados (1987–1992),
- Brazylia (1991–1999),
- Chile (1987–1999),
- Grecja (2005)[60]
- Hongkong (1987–1999),
- Indie (1993–1999),
- Katalonia (1934–1941[61]),
- Kamerun (1994–1999),
- Kazachstan (1992–1999),
- Kenia (1988–1990),
- Kolumbia (1996–1999),
- Korea Południowa (1991–1997),
- Korea Północna (1992–1997),
- Maroko (1956–1999),
- Meksyk (?–1997)
- Namibia (1991–1999),
- Niemiecka Republika Demokratyczna (1956–1999),
- Nigeria (1988–1997),
- Paragwaj (1987–1999),
- Chińskie Tajpej (1987–1999),
- Samoa Zachodnie (1987–1992, 1994–1999),
- Seszele (1988–1997),
- Stany Zjednoczone (1988–1999),
- Tahiti (1993–1999),
- Tanzania (1988–1990),
- Tunezja (1975–1999),
- Uganda (1988–1990),
- Urugwaj (1991–1999),
- Uzbekistan (1992–1997),
- Wenezuela (1992–1999),
- Wyspy Salomona (1987–1999),
- Zair (1992–1999),
- Zimbabwe (1996–1999).

## Rozgrywki
- Rugby Europe International Championships (do 2016 roku pod nazwą „Puchar Narodów Europy”)
- Mistrzostwa Europy kobiet
- Europejski Puchar Regionów
- Mistrzostwa Europy w rugby 7 mężczyzn, Mistrzostwa Europy w rugby 7 kobiet
- Mistrzostwa Europy do lat 18, 20